# Len Lesser
Leonard King "Len" Lesser, född 3 december 1922 i New York i New York, död 16 februari 2011 i Burbank i Kalifornien, var en amerikansk skådespelare. Han är mest känd för sin medverkan i TV-serien Seinfeld, där han spelade karaktären Morbror Leo.
Lesser hade roller på film, TV och på teaterscenen. Han medverkade i TV-serier som The Monkees, The Outer Limits, Alfred Hitchcock Presents, Get Smart, Quincy, The Rockford Files, Galen i dig, Seinfeld, All in the Family, Boy Meets World, Castle, Cityakuten, Falcon Crest, Sabrina, tonårshäxan, Kojak, Alla älskar Raymond och Cold Case. Han var även med i filmer som Kellys hjältar och Papillon
Lesser avled i sviterna av lunginflammation.